# Jan Gisbers
Jan Gisbers (Eindhoven, 1941) is een Nederlands voormalig ploegleider. Gisbers werkte bij een aantal grote wielerploegen, waaronder Kwantum Hallen-Yoko, PDM en Festina. 
Gisbers was, in tegenstelling tot veel andere ploegleiders, zelf nooit als beroepsrenner actief in het peloton. Hij coachte echter lange tijd met veel succes de amateurformatie van Jan van Erp. Renners als Gerrit Solleveld, Adrie van der Poel en Henk Lubberding reden voor deze formatie.
In 1983 stapte hij over naar de nieuwe Kwantum-ploeg van Jan Raas maar in 1985 verliet hij de ploeg na onenigheid. In 1986 ging Gisbers aan de slag bij de nieuwe PDM formatie. Grote namen als Pedro Delgado, Greg LeMond, Raúl Alcalá, Steven Rooks en Erik Breukink reden voor deze ploeg. In 1991 moest de hele ploeg afstappen in de Tour de France na de intralipid-affaire. In 1993 werkte Gisbers nog enige tijd voor Festina maar daarna trok hij zich terug uit het professioneel wielrennen.

## Trivia
- Gisbers is de schoonvader van voetbaltrainer Mitchell van der Gaag